# 폴리 워커
폴리 워커(Polly Walker, 1966년 5월 19일 ~ )는 잉글랜드의 배우이다.

## 출연 작품

### 드라마
- 로마
- 로마 시즌2

### 영화
- 슬리버